# Biblia z Bury St Edmunds

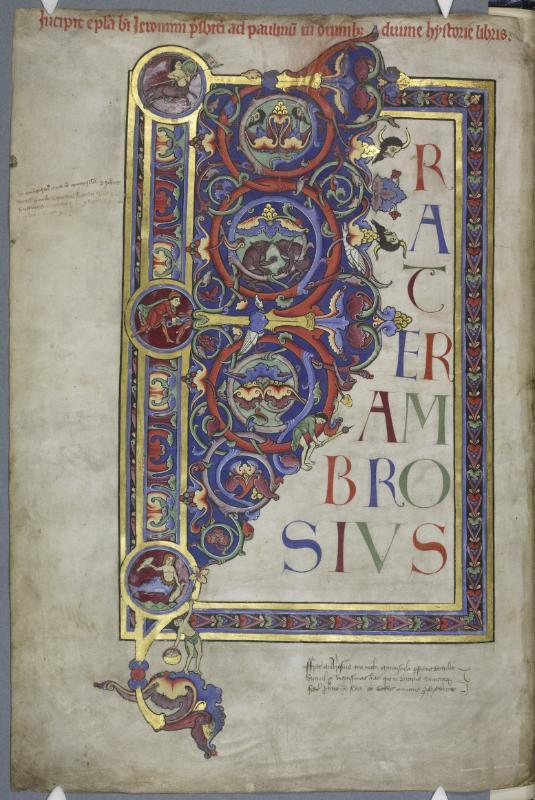
Karta z księgi

Biblia z Bury St Edmunds – iluminowany angielski manuskrypt pochodzący z XII wieku, zawierający łaciński tekst Biblii według przekładu Wulgaty. Obecnie stanowi własność Corpus Christi College w Cambridge (sygnatura MS.2).
Manuskrypt składał się początkowo z dwóch wielkich tomów, jednak do czasów współczesnych zachował się tylko jeden z nich, urywający się na Księdze Hioba. Spisany na welinie, ma wymiary 522×360 mm i liczy 357 stron in folio, które w 1956 roku zostały oprawione w trzy oddzielne woluminy. Tekst pisany jest w dwóch kolumnach, liczących 42 wiersze. Zachowaną część manuskryptu ozdabia 6 miniatur i 42 ozdobne inicjały. Iluminacje wykonane są w stylu romańskim i cechują się bogatą kolorystyką, z dominacją czerwieni, błękitu, zieleni i purpury.
Zgodnie z zachowanymi zapiskami w Gestasacristarum, księga została zamówiona dla opactwa w Bury St Edmunds przez zakrystiana Herveya w okresie, gdy przeorem był brat Talbot (ok. 1125-1138). Miniatury wykonał artysta znany jako Mistrz Hugon. Po śmierci arcybiskupa Canterbury Matthew Parkera w 1575 roku księga trafiła do zbiorów Corpus Christi College.